# Gare de Yarroweyah
La gare de Yarroweyah est une ancienne gare ferroviaire australienne de la  ligne Shepparton (en), située à Yarroweyah (en), dans le Comté de Moira et l'État de Victoria.

## Situation ferroviaire
Établie à 114 mètres d'altitude, la gare de Yarroweyah était située au point kilométrique (PK) 242,1 de la ligne Shepparton (en), entre les gares de Strathmerton (en) et de Cobram (en).

## Histoire
La gare de Yarroweyah est mise en service en 1888 lors de l'ouverture de la section de Strathmerton à Cobram. 
Elle a fermé le 21 août 1993.